# 연 (대사농)
연(延, ? ~ ?)은 전한 후기의 관료이다. '연'은 이름자로, 성씨는 알 수 없다.

## 생애
오봉 원년(기원전 57년), 대사농에 임명되었다.

## 출전
- 반고, 《한서》 권19하 백관공경표 下

| 전임 왕우 | 전한의 대사농 기원전 57년 ~ 기원전 48년? | 후임 굉 |